# Vores Øl

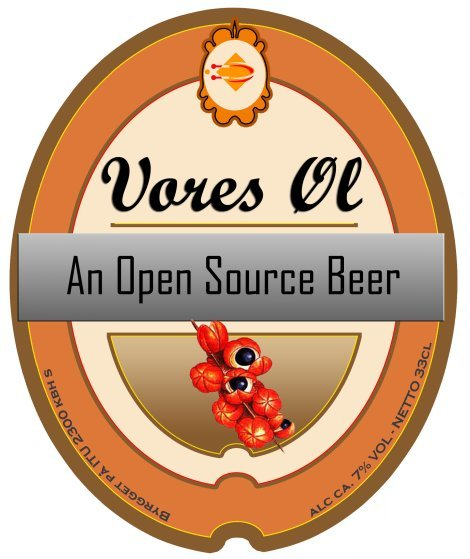
Öletiketten.

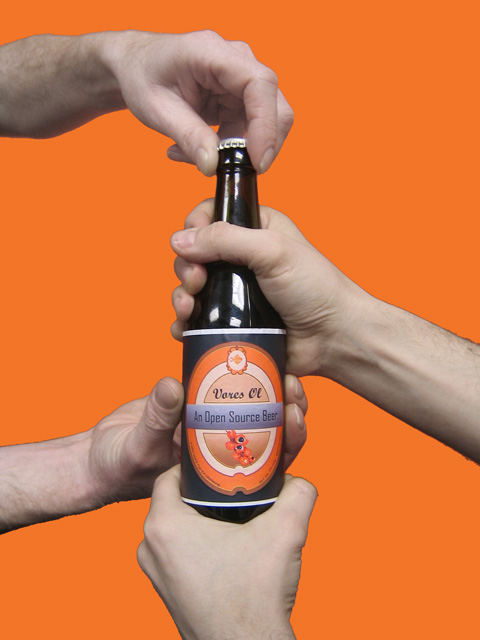
Öl

Vores Øl (danska för Vårt öl) presenterades som det första öppen källkods-ölet. Det är numera även känt som Free Beer. Receptet på ölet publiceras under en Creative Commons-licens. Ölet skapades av studenter vid IT-universitetet i Köpenhamn tillsammans med konstkollektivet Superflex som ett sätt att visa på hur konceptet med öppen källkod kan användas i den fysiska världen. Studenterna bryggde först en omgång på 100 liter, kallad 'version 1.0', av det mörka ölet till skolkafeterian, designade etiketter och publicerade receptet.

## Användbarheten hos det ursprungliga receptet
Nästan genast började många hembryggare klaga på kvaliteten på receptet och många postade i en tråd på Slashdot. De vanligaste klagomålen var att det inte stod hur mycket vatten det skulle vara i mäsken, vilken sorts jäst som skulle användas, vilken sorts öl det var (förutom mörkt), om humle skulle tillsättas för smakens skull, jästemperatur och hur ölet var tänkt att smaka. Flera personer sa att om receptet var källkod hade det inte gått genom en kompilering.
Rasmus Nielsen, en av utvecklarna av ölet, sade att ölet var ett medium för meddelandet om de "dogmatiska föreställningar om copyright och intellektuella tillgångar som dominerar vår kultur". Han erkände också att gruppen inte var så bra på öl och att deras bryggningskunskaper var begränsade. Eftersom det är ett öppet recept uppmuntras rättelser och vidareutveckling av receptet.